# Purple Disco Machine
Purple Disco Machine (Тіно Шмідт також відомий як Тіно Пйонтек, нар. 1980, Дрезден) - німецький диско та хауз виконавець і DJ.

## Кар'єра
Тіно Пйонтек ріс у Німецька Демократична Республіка. Через свого батька, в ранньому віці познайомився з західною рок-музикою. У 1996 Тіно почав творити музику в програмі Cubase та на деяких синтезаторах, в той самий час він відкрив для себе музику у стилі хауз, в тому числі через клубну атмосферу Дрездена. Розпочавши свою DJ кар'єру у 2012 видає свої перші твори. Відтоді, виступаючи як DJ на міжнародній сцені, у 2017 видає свій дебютний альбом на лейблі Sony Music Entertainment.
Великого успіху досяг у серпні 2020 завдяки пісні "Hypnotized", котру записав на вокал Sophie and the Giants. Даний трек посів другу позицію в Italian singles chart, отримуючи подвійну нагороду. Тоді ж, у 2020, Тіно видав офіційні ремікси пісень Dua Lipa Don't Start Now та Lady Gaga Rain on Me.

## Дискографія

### Альбоми
| Назва        | Деталі альбому                                                                                     |
| ------------ | -------------------------------------------------------------------------------------------------- |
| Soulmatic    | - Released: 3 October 2017 - Label: Sony Music Entertainment - Format: Digital download, streaming |
| Exotica      | - Released: 15 October 2021 - Label: Columbia - Format: Digital download, streaming                |
| Club Exotica | - Released: 17 December 2021 - Label: Positiva Records - Format: Digital download, streaming       |

#### EP
- 2011:  Sgt. Killer
- 2015:  Purple Pianos
- 2015:  RPMD   (with Robosonic)
- 2015:  Tank Drop
- 2016:  Walls
- 2019:  Emotion

### Сингли
| Назва                                                     | Рік  | Топ позиція в чартах | Топ позиція в чартах | Топ позиція в чартах | Топ позиція в чартах | Топ позиція в чартах | Топ позиція в чартах | Топ позиція в чартах | Топ позиція в чартах | Сертифікації                                                                    | Альбом       |
| Назва                                                     | Рік  | GER                  | AUT                  | BEL (FL)             | FRA                  | ITA                  | NLD                  | POL                  | SWI                  | Сертифікації                                                                    | Альбом       |
| --------------------------------------------------------- | ---- | -------------------- | -------------------- | -------------------- | -------------------- | -------------------- | -------------------- | -------------------- | -------------------- | ------------------------------------------------------------------------------- | ------------ |
| "Let It Whip"                                             | 2012 | —                    | —                    | —                    | —                    | —                    | —                    | —                    | —                    |                                                                                 | В очікуванні |
| "Need Someone"                                            | 2013 | —                    | —                    | —                    | —                    | —                    | —                    | —                    | —                    |                                                                                 | В очікуванні |
| "My House / These Sheets" (with James Silk)               | 2013 | —                    | —                    | —                    | —                    | —                    | —                    | —                    | —                    |                                                                                 | В очікуванні |
| "Move or Not"                                             | 2013 | —                    | —                    | —                    | —                    | —                    | —                    | —                    | —                    |                                                                                 | В очікуванні |
| "People" (with Teenage Mutants)                           | 2014 | —                    | —                    | —                    | —                    | —                    | —                    | —                    | —                    |                                                                                 | В очікуванні |
| "Something About Us"                                      | 2014 | —                    | —                    | —                    | —                    | —                    | —                    | —                    | —                    |                                                                                 | В очікуванні |
| "Musique"                                                 | 2014 | —                    | —                    | —                    | —                    | —                    | —                    | —                    | —                    |                                                                                 | В очікуванні |
| "Get Lost" (with Teenage Mutants)                         | 2015 | —                    | —                    | —                    | —                    | —                    | —                    | —                    | —                    |                                                                                 | В очікуванні |
| "Soul So Sweet" (featuring Natalie Conway)                | 2015 | —                    | —                    | —                    | —                    | —                    | —                    | —                    | —                    |                                                                                 | В очікуванні |
| "L.O.V.E." (with Boris Dlugosch)                          | 2015 | —                    | —                    | —                    | —                    | —                    | —                    | —                    | —                    |                                                                                 | В очікуванні |
| "Set It Out" (with Boris Dlugosch)                        | 2016 | —                    | —                    | —                    | —                    | —                    | —                    | —                    | —                    |                                                                                 | В очікуванні |
| "Sambal"                                                  | 2016 | —                    | —                    | —                    | —                    | —                    | —                    | —                    | —                    |                                                                                 | В очікуванні |
| "Counting on Me" (with Airplane featuring Aloe Blacc)     | 2016 | —                    | —                    | —                    | —                    | —                    | —                    | —                    | —                    |                                                                                 | В очікуванні |
| "Body Funk"                                               | 2017 | —                    | —                    | —                    | —                    | —                    | —                    | —                    | —                    |                                                                                 | Soulmatic    |
| "Devil in Me" (featuring Joe Killington and Duane Harden) | 2017 | —                    | —                    | —                    | 88                   | —                    | —                    | —                    | —                    |                                                                                 | Soulmatic    |
| "Dished (Male Stripper)"                                  | 2018 | —                    | —                    | —                    | —                    | —                    | —                    | —                    | —                    |                                                                                 | Soulmatic    |
| "Encore" (featuring Baxter)                               | 2018 | —                    | —                    | —                    | —                    | —                    | —                    | —                    | —                    |                                                                                 | Soulmatic    |
| "Love for Days" (with Boris Dlugosch and Karen Harding)   | 2018 | —                    | —                    | —                    | —                    | —                    | —                    | —                    | —                    |                                                                                 | Soulmatic    |
| "In My Arms"                                              | 2020 | —                    | —                    | —                    | —                    | —                    | —                    | —                    | —                    |                                                                                 | В очікуванні |
| "Hypnotized" (with Sophie and the Giants)                 | 2020 | 11                   | 23                   | 19                   | 61                   | 2                    | 48                   | 1                    | 18                   | - BVMI: Gold - FIMI: 3× Platinum - IFPI SWI: Gold - BVMI: Gold - ZPAV: Platinum | В очікуванні |
| "Exotica" (featuring Mind Enterprises)                    | 2020 | —                    | —                    | —                    | —                    | —                    | —                    | —                    | —                    |                                                                                 | В очікуванні |
| "Fireworks" (featuring Moss Kena and The Knocks)          | 2021 | —                    | —                    | 68                   | —                    | —                    | —                    | 13                   | —                    |                                                                                 | В очікуванні |

## Нотатки
1. ↑  -deep / Interview [Архівовано 6 грудня 2021 у Wayback Machine.] at djtimes.com
2. ↑  Purple Disco Machine goes platinum with 'Hypnotized'. defected.com (англ.). Архів оригіналу за 21 вересня 2020. Процитовано 19 грудня 2020.
3. ↑  Purple Disco Machine talks disco revival, remixing Dua Lipa and Gaga. www.officialcharts.com (англ.). Архів оригіналу за 15 грудня 2020. Процитовано 19 грудня 2020.
4. ↑  Discographie von Alicia Keys. GfK Entertainment. Архів оригіналу за 11 квітня 2021. Процитовано 13 березня 2020.
5. ↑  Das österreichische Hitparaden- und Musik-Portal. austriancharts.at. Архів оригіналу за 11 квітня 2021. Процитовано 19 грудня 2020.
6. ↑  Ultratop 50. ultratop.be. Архів оригіналу за 2 грудня 2021. Процитовано 15 лютого 2021.
7. ↑  Discographie Purple Disco Machine. hitparade.ch. Архів оригіналу за 13 листопада 2021. Процитовано 31 грудня 2020.
8. ↑  Classifiche - FIMI. www.fimi.it (it-IT) . Архів оригіналу за 18 березня 2020. Процитовано 19 грудня 2020.
9. ↑  Purple Disco Machine & Sophie And The Giants – Hypnotized. Dutchcharts.nl. Архів оригіналу за 18 квітня 2021. Процитовано 15 лютого 2021.
10. ↑  Peak chart positions for singles in Poland:
  - "Hypnotized": AirPlay Top: 21.11. – 27.11.2020 (Polish) . ZPAV. Архів оригіналу за 3 березня 2021. Процитовано 19 грудня 2020.
  - "Fireworks": AirPlay Top: 13.03. – 19.03.2021 (Polish) . ZPAV. Архів оригіналу за 17 серпня 2021. Процитовано 22 березня 2021.
11. ↑  Purple Disco Machine & Sophie And The Giants - Hypnotized - hitparade.ch. hitparade.ch. Архів оригіналу за 24 листопада 2021. Процитовано 19 грудня 2020.
12. 1 2  Albums and singles certified Gold in 2021 (German) . BVMI. Архів оригіналу за 21 березня 2013. Процитовано 22 лютого 2021.
13. ↑  Hypnotized Certification FIMI. www.fimi.it (it-IT) . Архів оригіналу за 8 листопада 2020. Процитовано 19 грудня 2020.
14. ↑  Albums and singles certified Platinum in 2020 (German) . IFPI Switzerland. Архів оригіналу за 11 квітня 2021. Процитовано 11 березня 2021.
15. ↑  Albums and singles certified Platinum in 2021 (Polish) . Polish Society of the Phonographic Industry. Архів оригіналу за 22 вересня 2021. Процитовано 13 січня 2021.